# Шатору (Ендр)
Шатору (фр. Châteauroux) насеље је и општина у централној Француској у региону Центар (регион), у департману Ендр која припада префектури Шаторо.
По подацима из 2011. године у општини је живело 45.521 становника, а густина насељености је износила 2342,82 становника/km². Општина се простире на површини од 25,54 km². Налази се на средњој надморској висини од 154 метара (максималној 164 m, а минималној 132 m).

## Демографија
| 1962.  | 1968.  | 1975.  | 1982.  | 1990.  | 1999.  | 2011.  |
| ------ | ------ | ------ | ------ | ------ | ------ | ------ |
| 45.063 | 49.138 | 53.429 | 51.942 | 50.969 | 49.632 | 45.521 |

График промене броја становника у току последњих година